# Kam tenkrát šel můj bratr Jan
„Kam tenkrát šel můj bratr Jan“ je píseň, kterou v roce 1977 nazpíval český zpěvák Karel Gott. Jednalo se o coververzi „západního“ hitu „All By Myself“ s hudbou amerického skladatele Erica Carmena na motivy 2. klavírního koncertu Sergeje Rachmaninova. Českým textem jej opatřil Zdeněk Borovec. V délce sedmi minut byla nahrána pro album Romantika, jež vydal Supraphon v roce 1978, a to s klavírním partem, který odehrál pianista Rudolf Rokl. Album bylo tvořeno z větší části právě coververzemi zahraničních skladeb, doplněnými písněmi z pera Karla Svobody, Petra Hapky či Ladislava Štaidla.

## Pozadí
Píseň má v Gottově repertoáru zvláštní postavení. Zpěvák v roce 1977 podepsal Antichartu, jejíž text předčítal 4. února v Divadle hudby, téhož roku však vznikla také tato píseň. Bez ohledu na to, zda to bylo původním textařovým záměrem, vnímalo mnoho posluchačů text jako odkaz k úmrtí Jana Palacha v roce 1969 na protest proti okupaci Československa a společenské letargii. V roce 2005 vyšlo album v reedici a Karel Gott v bookletu potvrzoval věnování písně památce Jana Palacha: „Tak to taky textař Zdeněk Borovec vymyslel. Ale tenkrát jsem to nemohl nahlas říkat. […] Já jen věděl, že s touhle písní nesmím zlobit na jevišti. Proto jsem ji taky zazpíval jen jednou v televizní show Karel Gott v Lucerně.“ Znovu ji pak Supraphon vydal na singlu věnovaném 40. výročí Palachova úmrtí v lednu 2009, spolu s méně známou písní Viktora Sodomy „Mistrům Janům“.

## Provedení
Na koncertě v pražské O2 areně u příležitosti 70. narozenin Karla Gotta v červnu 2009 píseň zazpíval Tomáš Trapl, který v její interpretaci nahradil původně ohlášeného Daniela Hůlku.
Na koncertě u příležitosti 50. výročí sovětské okupace v srpnu 2018 na Václavském náměstí v Praze zazpívala píseň Lucie Bílá, jež se však nesetkala s příznivou odezvou publika patrně kvůli svému účinkování s ruským souborem Alexandrovci.